# Zunheboto (stad)
Zunheboto is een dorp in het district Zunheboto van de Indiase staat Nagaland. 

## Demografie
Volgens de Indiase volkstelling van 2001 wonen er 22.809 mensen in Zunheboto, waarvan 5% mannelijk en 45% vrouwelijk is. De plaats heeft een alfabetiseringsgraad van 80%. 